# Marjan Šarec
Marjan Šarec (Ljubljana, 2 de desembre de 1977) és un actor, periodista i polític eslovè.

## Biografia
Després d'acabar l'institut en 1996, Šarec es graduà com a actor a l'Acadèmia de Teatre, Ràdio, Cinema i Televisió de Ljubljana en 2001. Durant els anys següents treballà amb la Televisió Nacional Eslovena principalment com a humorista, imitador i actor de sàtira política. Va treballar també com a periodista i editor.

### Carrera política
A les eleccions municipals de 2010, Šarec va ser candidat a l'alcaldia de Kamnik pel partit Eslovènia Positiva. Fou segon a la primera volta i guanyà a la segona. A les eleccions municipals de 2014 fou candidat pel seu propi partit polític, que anomenà Llista de Marjan Šarec, amb el que reedità l'alcaldia en primera volta amb gairebé dos terços dels vots.
Durant el seu període com a batlle Šarec abandonà la seva activitat escènica.
El maig de 2017, Šarec anuncià que es presentaria a les eleccions presidencials eslovenes de 2017. En la campanya criticà al president i candidat Borut Pahor per tractar la tasca presidencial com si fos una celebritat. Com a candidat, Šarec fou vist com l'opció més forta per plantar cara a Pahor degut a la seva popularitat entre els votants joves i els votants d'esquerres. A la primera volta de les eleccions presidencials, que constava de 9 candidats, obtingué la segona posició amb un 25% dels vots. A la segona volta, el 12 de novembre de 2017, caigué contra Pahor amb un 47% dels vots.
El 17 d'agost del 2018, és escollit primer ministre d'Eslovènia. El 27 de gener de 2020 va dimitir després de disputes sobre reformes polítiques i socioeconòmiques, especialment en propostes de canvi en el sistema de finançament sanitari dins de la coalició.